# 10. gardna zračnoprevozna divizija (ZSSR)
Za druge 10. divizije glejte 10. divizija.
10. gardna zračnoprevozna divizija je bila gardna zračnoprevozna divizija v sestavi Rdeče armade med drugo svetovno vojno.

## Zgodovina
Divizija je bila ustanovljena decembra 1942 v Moskovskem vojaškem okrožju. 

## Organizacija
- štab
- 19. gardni strelski polk
- 24. gardni strelski polk
- 30. gardni strelski polk
- 5. gardni artilerijski polk